# Vigna heterophylla
Vigna heterophylla är en ärtväxtart som beskrevs av Achille Richard. Vigna heterophylla ingår i släktet vignabönor, och familjen ärtväxter. Inga underarter finns listade i Catalogue of Life.